# Ужинка (приток Полонки)
Ужинка — река в России, протекает в Дновском районе Псковской области. Река вытекает из болота в 2 км к югу от деревни  Корьхово и течёт преимущественно на запад. Устье реки находится в 29 км по левому берегу реки Полонка между деревнями Белошкино и Блошно (Блошино). Длина реки составляет 13 км. 
На реке стоят деревни Вишенка Выскодской волости, Заячья Гора Гавровской волости и Блошно (Блошино) Искровской волости

## Данные водного реестра
По данным государственного водного реестра России относится к Балтийскому бассейновому округу, водохозяйственный участок реки — Шелонь, речной подбассейн реки — Волхов. Относится к речному бассейну реки Нева (включая бассейны рек Онежского и Ладожского озера).
По данным геоинформационной системы водохозяйственного районирования территории РФ, подготовленной Федеральным агентством водных ресурсов:
- Код водного объекта в государственном водном реестре — 01040200412102000024540
- Код по гидрологической изученности (ГИ) — 102002454
- Код бассейна — 01.04.02.004
- Номер тома по ГИ — 2
- Выпуск по ГИ — 0